# Josef Štulc
Josef Štulc (* 4. března 1944 Praha) je český památkář, představitel památkové péče České republiky, zabývající se teoretickými otázkami ochrany památek a metodami praktické péče. Zastává též pozice organizačního a administrativního charakteru.

## Vzdělání
Studoval architekturu na Fakultě stavební ČVUT v Praze a dějin umění a klasické archeologie na Filozofické fakultě Univerzity Karlovy. Aspiranturu v Ústavu dějin umění Akademie věd České republiky nedokončil (aspirantské minimum v roce 1978). V roce 1983 byl na stáži ve Francii.

## Profesní dráha
V letech 1990–2002 byl ředitelem Státního ústavu památkové péče. Do roku 2009 pracoval jako hlavní, následně jako vedoucí konzervátor Národního památkového ústavu. V současné době je pedagogickým pracovníkem v odboru metodiky, vědy a vzdělávání v Národním památkovém ústavu.

## Mezinárodní působení
Je prezidentem Poradního komitétu ICOMOS a tří mezinárodních vědeckých komitétů ICOMOS (pro historická města, pro kulturní cesty a pro teorii a metodologii památkové péče). Pravidelně se zúčastňuje mezinárodních konferencí, kde přednáší k aktuálním tématům ochrany památek. Zajišťoval hodnotící a monitorovací mise ICOMOS pro UNESCO k posouzení návrhů členských států na zápis vybraných památek na Seznam světového dědictví (celkem 7 misí na 10 lokalitách).

## Pedagogická činnost
Od roku 1987 přednáší na Fakultě architektury ČVUT v Praze, kde se v roce 2010 habilitoval a stal se členem Ústavu památkové péče. Od roku 2006 externě přednáší na Fakultě stavební ČVUT v Praze a na Fakultě architektury a umění Technické univerzity v Liberci. Také přednáší v pomaturitním a postgraduálním adaptačním studiu památkové péče při Národním památkovém ústavu.

## Členství ve výborech, komisích, odborných radách
- Vědecká rada pro státní památkovou péči Ministerstva kultury
- Komise pro hodnocení nominací nositelů titulu European Heritage Label
- Dozorčí rada Ústavu dějin umění AV ČR.
- Byl prezidentem Českého národního komitétu ICOMOS.
- Redakční rada časopisu Zprávy památkové péče.
- Pedagogická rada Národního památkového ústavu.
- Vědecká rada Národního památkového ústavu.
- Redakční rada časopisu Castellologica bohemica.
- Územní památková rada Olomouckého kraje.
- Územní památková rada Plzeňského kraje.
- Oborová rada Dějiny křesťanského umění, Katolická teologická fakulta Univerzity Karlovy.
- Steering committee památky světového dědictví Regensburg und Stadtamhof.

## Ocenění
- 2005 – Cena Uměleckohistorické společnosti[2]
- duben 2019 – Cena Ministerstva kultury ČR za památkovou péči[3]
- 2019 – cena Jože Plečnika[4]
- 2024 – čestný člen Českého národního komitétu ICOMOS[5]
- 2024 – Osobnost památkové péče v rámci udílení cen Národního památkového ústavu Patrimonium pro futuro 2024.[6]

## Publikační činnost
- ABC kulturních památek ČSR, 1985 (spoluautorství)
- Národní kulturní památka Přemyslovský palác v Olomouci, Olomouc 1988
- Péče o kamenné sochařské a stavební památky , Odborné a metodické publikace, sv. 16, Státní ústav památkové péče, Praha 1998 (spoluautorství) PDF Archivováno 14. 5. 2016 na Wayback Machine.
- Ochrana, údržba a stavební úpravy zřícenin hradů, Odborné a metodické publikace, sv. 17, Státní ústav památkové péče, Praha 1998 (spoluautorství)
- Toskánský palác v Praze, Praha 1999 (spoluautorství). ISBN 80-900706-8-X PDF Archivováno 14. 5. 2016 na Wayback Machine.
- Martin KUBELÍK, Milan PAVLÍK, Josef ŠTULC: Historická inspirace. Sborník k poctě Dobroslava Líbala, 2001
- Czech Republic, in: Robert PICARD (ed.): Policy and Law in Heritage Conservation, London and New York, 2001
- Czech Castles and Country Houses Past and Present, The Country House in Europe in the 21st Century, The Attingham Trust, London 2003 (spoluautorství)
- Péče o střechy historických budov, Odborné a metodické publikace, sv. 26, Národní památkový ústav, Praha 2003 (spoluautorství) PDF Archivováno 14. 5. 2016 na Wayback Machine.
- Obnova okenních výplní a výkladců, Odborné a metodické publikace, sv. 38, Národní památkový ústav, Praha 2010 (spoluautorství) PDF Archivováno 13. 5. 2016 na Wayback Machine.
- Metodika tvorby interiérových a reinstalací, Odborné a metodické publikace, sv. 40, Národní památkový ústav, Praha 2011 (spoluautorství) PDF Archivováno 14. 5. 2016 na Wayback Machine.
- Metodika průzkumu, dokumentace a péče o orientální koberce, Odborné a metodické publikace, sv. 45, Národní památkový ústav, Praha 2014 (spoluautorství) PDF[nedostupný zdroj]
- Mies v Brně. Vila Tugendhat, Brno 2012 (spoluautorství). ISBN 978-80-86549-22-4
- Koberce Orientu na hradech a zámcích ve správě Národního památkového ústavu, NPÚ, Praha 2014. ISBN 978-80-7480-014-6 (spoluautorství)
- (cca 180 odborných článků v českých i zahraničních odborných časopisech a sbornících)